# Vuelo 2 de Japan Air Lines
El vuelo 2 de Japan Air Lines fue un vuelo de pasajeros ocurrido el 22 de noviembre de 1968, que cubría la ruta entre el Aeropuerto Internacional de Haneda (Tokio) al Aeropuerto Internacional de San Francisco (SFO) en un nuevo avión Douglas DC-8-62 llamado Shiga (志賀?). Debido a la densa niebla y otros factores, el capitán Kohei Asoh abandonó por error el avión cerca de Coyote Point en las poco profundas aguas de la Bahía de San Francisco, a dos millas y media de la pista.Ninguno de los 96 pasajeros y 11 tripulantes resultó herido en el aterrizaje.

## El vuelo
El vuelo 2 estaba programado para salir de Tokio a las 17:00 (08:00 UTC) del viernes 22 de noviembre y aterrizaría en San Francisco a las 10:15 am (17:15 UTC) del mismo día.Finalmente la salida se retrasó hasta las 17:36 (08:36 UTC) debido al mantenimiento requerido en el panel de instrumentos del piloto, que proporcionaba lecturas de altitud inconsistentes. : 3 Al mando del vuelo estaba el capitán Kohei Asoh (46), acompañado en la cabina por el primer oficial Joseph Hazen (34), el ingeniero de vuelo Richard Fahning (40) y el navegante Ichiryo Suzuki (27). : 8–10 El vuelo se realizó sin incidentes durante las siguientes ocho horas. : 3 
Cuando JAL002 se acercaba a su destino, el vuelo fue detectado por un radar local en Oakland a las 8:54 (16:54 UTC) cuando estaba a 169 NM (313 kilómetros; 194 mi) en el radial 257 desde Oakland VORTAC y fue autorizada para aterrizar en San Francisco a través de un punto de ruta 21 millas (34 km) al oeste de la estación Woodside VORTAC a una altitud de 8000 pies (2400 m) : 3 Oakland TRACON informó a los pilotos que la visibilidad local en SFO era 1200 metros (3/4 de milla) y el alcance visual en pista superaba los 6000 pies (1800 m), recomendando mantener el vuelo. : 3 El piloto al mando, el capitán Kohei Asoh, intentó una aproximación del sistema de aterrizaje instrumental (ILS), acoplado automáticamente debido a la densa niebla, : 5 lo que nunca había hecho antes en un vuelo DC-8-62 registrado. : 9 JAL002 había comenzado a descender desde su altitud de crucero de 37,000 pies (11 000 m) a las 8:59 (16:59 UTC), pasando por 13,000 pies (4000 m) aproximadamente once minutos después, cuando Oakland TRACON proporcionó una actualización sobre el alcance visual en pista en San Francisco, que se había reducido a 3500 pies (1100 m) : 4 JAL002 continuó su descenso cuando el control del tráfico aéreo fue entregado a Bay TRACON mientras estaba cerca de Woodside VORTAC; el piloto informó una altitud de 8000 pies (2400 m) a las 9:12:54.3  de la mañana (1712:54.3 UTC), y luego 6500 pies (2000 m) a las 9:14:11.3 (1714:11.3 UTC). : 4 
Menos de un minuto después, el Capitán Asoh solicitó que "debido al clima en San Francisco, nos gustaría una [aproximación] final larga, en lugar de dirigirnos al marcador exterior", lo que pondría al avión 6 millas (9.7 km) al este del marcador de trayectoria de aterrizaje original y proporcionaría una aproximación más directa a la pista. : 4 Bajo el enfoque ILS, el piloto automático y el director de vuelo se utilizarían para controlar el rumbo y la altitud de la aeronave. : 5 a las 9:16 (1716 UTC), Bay TRACON ordenó al capitán Asoh que descendiera y mantuviera 4000 pies (1200 m) de altitud y que virara a la izquierda a un rumbo de 040° mientras mantenía una velocidad aerodinámica de 180 kts (330 kilómetros por hora; 210 mph). : 4 Se actualizaron el rumbo y la altitud del vuelo en respuesta al control de tráfico aéreo y se ordenó la aproximación final a las 9:20:44 am cuando Bay TRACON instruyó a JAL002 para que virara a la izquierda y asumiera un rumbo de 280° al pasar por el localizador, de acuerdo con la aproximación ILS : 4 Una vez que se capturó el localizador, el Capitán Asoh movió el selector de piloto automático de VOR LOC a ILS y redujo la velocidad del avión a 160 kts (300 kilómetros por hora; 180 mph) de acuerdo con las instrucciones desde tierra; usó el indicador de dirección de radio como instrumento principal para la aproximación en lugar del indicador de desviación de la senda de planeo, que fluctuaba en ese momento. : 5 Además, debido a que su altímetro de presión había sido reemplazado antes del inicio del vuelo, el Capitán Asoh no confiaba en sus lecturas, especialmente porque seguía en desacuerdo con el instrumento del copiloto, indicando un breve ascenso cada vez que la aeronave se nivelaba durante el vuelo. : 6 
El techo de nubes estaba a 300 pies (91 m) : 12 y había poco contraste entre el cielo y las tranquilas aguas de la bahía. Como resultado, durante el descenso final, la altitud demasiado baja no se reconoció a tiempo para corregirla antes de tocar el agua. El capitán Asoh había fijado su alerta de altitud mínima de descenso en 211 pies (64 m); la alerta fue disparada por el radio altímetro, ya que el altímetro de presión marcaba 300 pies (91 m) en el momento; Mientras el capitán Asoh verificaba las luces de la pista, el copiloto, el capitán Hazen, gritó actualizaciones visuales: "[estamos] saliendo del cielo nublado, no puedo ver la luz de la pista, estamos demasiado bajos, elévalo, elévalo". : 6–7 El capitán Asoh declaró más tarde que se dio cuenta de que el avión estaba demasiado bajo una vez que vio el agua después de que el avión atravesó la niebla con una velocidad de aire de 285 km/h (177 mi/h). Tiró de la palanca de control para ganar altitud y avanzó los aceleradores anticipándose a tener que abortar el aterrizaje y realizar una maniobra de motor y al aire, pero el tren de aterrizaje principal del avión ya había golpeado el agua,primero a la derecha y luego a la izquierda, aproximadamente 4 kilómetros antes de la pista 28L. El avión aterrizó en el agua aproximadamente a las 9:24:25 (17:24:25 UTC). : 7 El pasajero Walter Dunbar dijo: "Llegamos junto a las montañas y entramos en una espesa niebla. Lo siguiente que supe fue que estábamos a un pie del agua. Golpeó, saltó dos veces, la nariz hacia arriba".

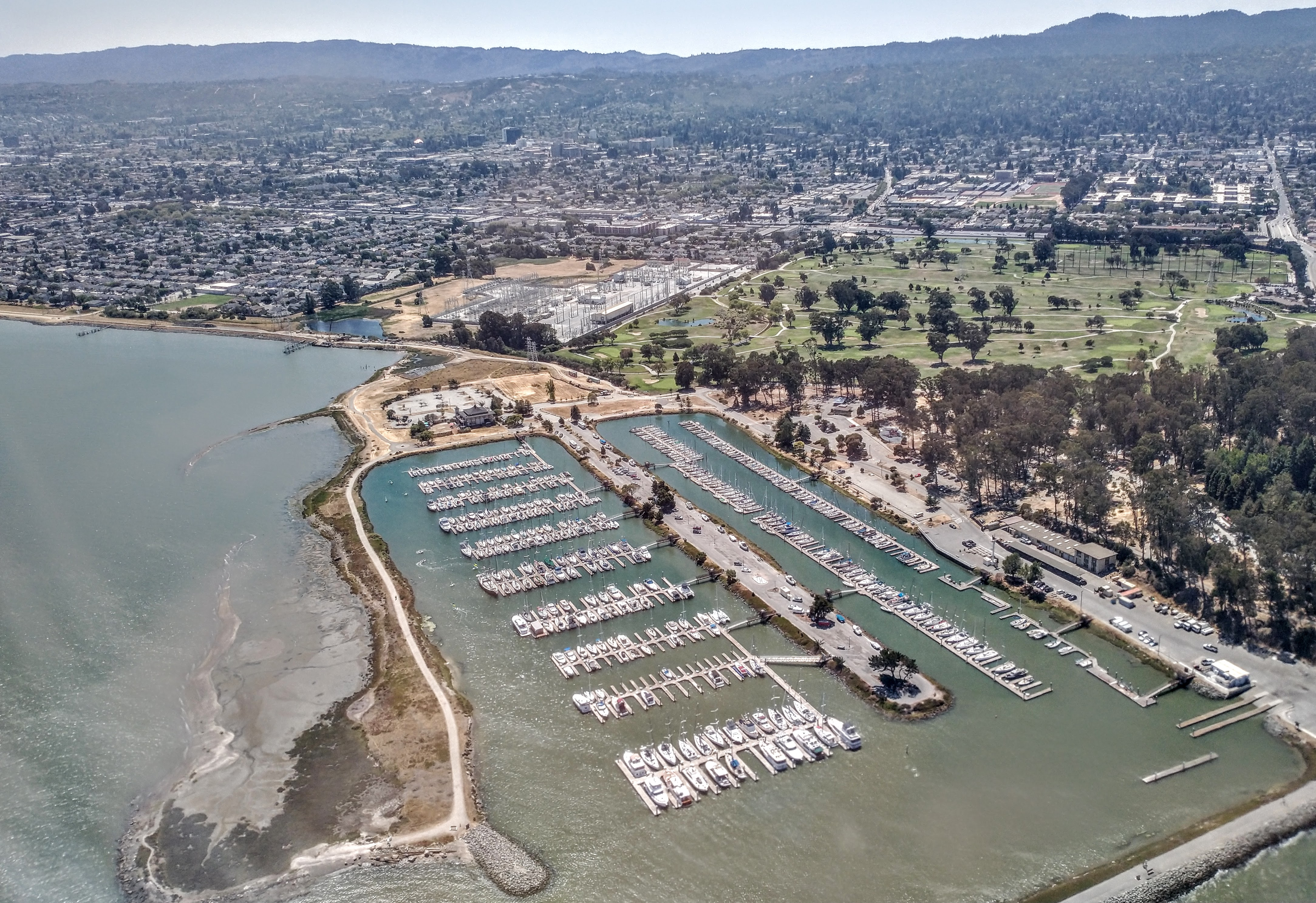
Coyote Point Marina / Bahía Yacht (2021), donde los pasajeros salieron de sus balsas.

Un informe inicial de la Guardia Costera indicó que la aeronave se detuvo boca abajo.De hecho, el avión se detuvo en el suelo de la bahía en aguas poco profundas de aproximadamente 7 pies (2,1 m) de profundidad,dejando las salidas delanteras por encima de la línea de flotación.El sobrecargo, Kazuo Hashimoto, sintió que no había pánico entre los pasajeros después del aterrizaje e intentó hacer un anuncio a través del sistema de avisos al pasaje. El sistema falló después del aterrizaje, y terminó gritando desde la cabina delantera a los pasajeros: "Silencio, el avión ha llegado al fondo del mar. No se hundirá. No se preocupen, estamos preparados para la evacuación".Todos los pasajeros y la tripulación evacuaron el avión en botes salvavidas, que fueron remolcados por botes de la policía y la Guardia Costera hasta el cercano puerto de yates de Coyote Point. El capitán Asoh fue el último en salir.Asoh regresó al avión después de asegurarse de que todos estuvieran a salvo en tierra para recoger y devolver las pertenencias personales de los pasajeros.
Después del incidente, la Junta Nacional de Seguridad en el Transporte de Estados Unidos (NTSB) declaró que era el primer abandono exitoso de un avión de pasajeros desde el inicio del servicio de aviones, aparte  del vuelo 366 de Aeroflot ocurrido en 1963 y de características similares. El aterrizaje puede haber sido ayudado por la marea inusualmente alta de 7 pies (2,1 m), en comparación con el típico nivel de agua típico de 4 pies (1,2 m), lo que llevó al jefe de bomberos del sur de San Francisco, John Marchi, a declarar el zanjeo como "una oportunidad entre un millón", ya que el aumento de la profundidad proporcionó suficiente amortiguación y, al mismo tiempo, era lo suficientemente poco profundo como para que las salidas de emergencia permanecieran sobre el agua.

## Investigación
El capitán Asoh era un piloto veterano que había volado con Japan Air Lines durante 14 años hacia 1968, con aproximadamente 10 000 horas de vuelo,1000 de ellas en DC-8. Durante la Segunda Guerra Mundial se desempeñó como instructor de vuelo para el ejército japonés.Su primer oficial, el Capitán Joseph Hazen, tenía una experiencia de vuelo similar y sirvió en el Cuerpo de Marines antes de volar para Air America de 1961 a 1968.El Capitán Asoh tuvo 1062 horas de tiempo de vuelo en el DC-8, mientras que el Capitán Hazen tuvo 18. : 9 Después de familiarizarse con el DC-8-62 en abril de 1968, el Capitán Asoh piloteó aproximadamente un viaje de ida y vuelta desde Tokio a San Francisco y de regreso a través de Honolulu una vez al mes, a partir de julio. : 9 En ese momento, el Capitán Asoh declaró (a través de un traductor) que "el avión era completamente automático" y que no podía "decir qué estaba mal [para causar el aterrizaje en el agua]" porque había estado en contacto con la torre de control durante el vuelo. toda la aproximación y nunca se le informó que se había desviado de la ruta de vuelo.
El avión tenía el número de serie 45954, construido el 18 de mayo de 1962 y entregado el 27 de mayo de ese año. Estaba equipado con cuatro motores Pratt & Whitney JT3D -3B, que habían acumulado un tiempo total de operación de 1707:54 horas desde su entrada en servicio.
Según el informe de la NTSB, el Capitán Asoh no siguió los procedimientos publicados de Japan Airlines para realizar un descenso controlado por piloto automático desde Woodside Vortac y la posterior aproximación acoplada automáticamente en ILS. Si se hubiera seguido el procedimiento, primero se acoplaría el localizador, luego el sistema de acoplamiento del director de vuelo/piloto automático permitiría capturar la senda de planeo. Según su declaración, el Capitán Asoh no configuró el piloto automático para la captura del ILS hasta que la aeronave descendió a una altitud de 2,500 pies (760 m), cuando ya estaba por debajo de la senda de planeo requerida. Los instrumentos en la cabina deberían haber sido suficientes para advertir a la tripulación, más de tres minutos antes del aterrizaje en el agua. : 26 Otras tripulaciones de JAL informaron que no estaban capacitadas en el uso del Sistema Sperry Flight Director, lo que resultó en revisiones del programa de capacitación para las tripulaciones de vuelo. : 27 Además, la barrera del idioma entre el piloto al mando y el primer oficial podría haber sido una causa contribuyente, ya que aparentemente no había suficiente "comprensión, coordinación y confianza entre los miembros de la tripulación de que el piloto que volaba la aeronave reaccionaba a las llamadas del otro piloto de una manera mucho más como si él mismo mirara a través de los ojos del otro". : 27 
Cuando la NTSB le preguntó sobre el aterrizaje, el capitán Asoh respondió: "Como dicen los estadounidenses, la cagué".En su libro de 1988 The Abilene Paradox, el autor Jerry B. Harvey denominó esta franca aceptación de la culpa como la "defensa de Asoh",y la historia y el término han sido retomados por varios otros teóricos de la gestión.

## Consecuencias

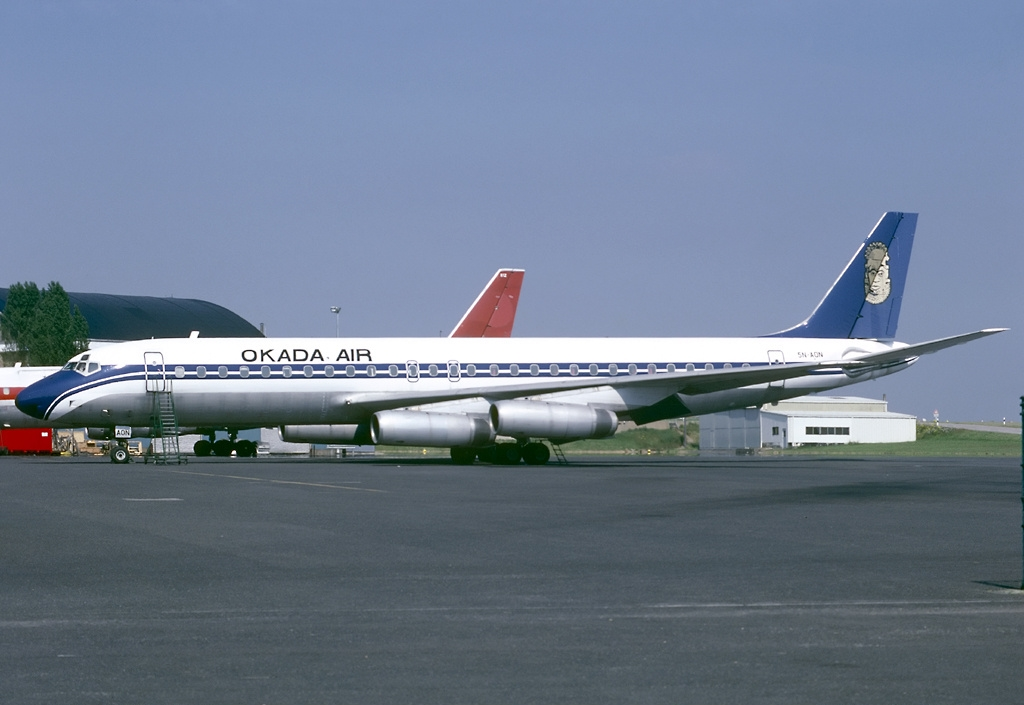
Fotografía posterior de la aerolínea, cuando operaba para Okada Air.

La aeronave no sufrió daños graves y se recuperó 55 horas después del incidentedurante la marea alta, después de varios intentos fallidos de sacarla del agua.Bigge Drayage Company recuperó el avión utilizando cuatro barcazas grúa; la elevación principal estuvo a cargo de dos grúas giratorias Smith-Rice Dravo de 90 toneladas debajo de las alas, mientras que dos grúas Healy-Tibbitts de 50 toneladas se colocaron hacia adelante y hacia atrás para mantener el equilibrio de la aeronave mientras se levantaba del agua. Debido a que la cola se había inundado, la grúa de popa realizó el primer levantamiento para permitir que el agua se drene, y 20 000 galones americanos (75 708,2 L) de agua dulce para enjuagar esa sección después de que 35 a 40 toneladas cortas (31,8 a 36,3 t) de agua salada habían sido retiradas. La grúa delantera se mantuvo en espera en caso de que la carga se moviera debido al movimiento de líquidos dentro del avión.Durante el salvamento se utilizó una plataforma diseñada por Albert Kelly, llamada Air International Recovery (AIR), equipada con vigas de elevación debajo de cada ala y una cuna para la nariz. Después de ser rociado con 20 000 galones americanos (75 708,2 L) de agua dulce, fue transportado al aeropuerto en una barcaza de 45,7 metros (150 pies).
Después de ser transportado al aeropuerto, Shiga salió de la barcaza con su propio tren de aterrizaje. Los daños externos fueron extremadamente menores, ya que se había observado que la única parte del equipo externo dañado en la aeronave era el bogie de engranajes derecho, ya que una rueda se había cortado cuando el avión se amerizó.Inspecciones posteriores revelaron solo daños estructurales leves, y se estima que las reparaciones demorarán menos de seis meses.
United Airlines ofreció a JAL renovar y reparar el avión por US$4 000 000 (equivalente a $33 234 120 en 2023), a lo que Japan Airlines estuvo de acuerdo, y el avión fue reparado y reacondicionado durante un período de medio año. El avión fue devuelto a JAL el 31 de marzo de 1969, y se sometió a un vuelo de prueba exitoso el 11 de abril de 1969, desde San Francisco a Honolulu.Más tarde pasó a llamarse Hidaka (日高?) y continuó al servicio de JAL hasta 1983.
A Asoh se le prohibió temporalmente viajar en aviones de pasajeros,fue degradado a primer oficial, recibió más entrenamiento en tierra,y continuó volando para JAL hasta su retiro. Hazen también volvió a volar unos meses después.
En 1973, Japan Air Lines utilizaba aviones Boeing 747 en la ruta de Tokio a San Francisco.Hoy, Japan Airlines todavía opera una ruta llamada Vuelo 2 (JAL002) de Haneda a San Francisco, actualmente utilizando el Boeing 777-300ER.
JA8032 se vendió a Air ABC (registro TF-BBF), luego a Okada Air (registro 5N-AON) y finalmente voló como un carguero expreso para Airborne Express (registro N808AX) antes de ser dado de baja y desechado en Wilmington Air Park (ILN) en diciembre de 2001.